# Ocotea parvula
Ocotea parvula är en lagerväxtart som först beskrevs av Cyrus Longworth Lundell, och fick sitt nu gällande namn av Van der Werff. Ocotea parvula ingår i släktet Ocotea och familjen lagerväxter. Inga underarter finns listade i Catalogue of Life.